# Course en ligne masculine aux championnats du monde de cyclisme sur route 2018
La course en ligne masculine des championnats du monde de cyclisme sur route 2018 a lieu sur 258,5 kilomètres le 30 septembre 2018 à Innsbruck, en Autriche. Elle est remportée par le coureur espagnol Alejandro Valverde, qui devance au sprint le Français Romain Bardet et le Canadien Michael Woods.

## Parcours
Le parcours est tracé sur 258,5 kilomètres. Les coureurs partent de la ville de Kufstein, dans la région du Tyrol. Les 60 premiers sont complètement plats jusqu'à la ville de Schwaz, puis le peloton traverse le district de Schwaz jusqu'aux villes de Buch in Tirol et Scharnitz où les cyclistes passent sur l'Inn. Lors du passage dans la ville de Terfens, les cyclistes font face à la première montée avec une ascension de 2,6 kilomètres avec une pente moyenne de 7 % et des rampes maximales de 14 %. Cette difficile section voit les cyclistes grimper très fort sur 350 mètres avant d'atteindre le plateau de la commune de Gnadenwald. La descente conduit ensuite les cyclistes vers les villages d'Absam, Thaur et Rum avant d'arriver à Innsbruck.
Une fois que le peloton atteint la ville d'Innsbruck, les cyclistes sont confrontés à deux circuits. Les six premiers tours sont sur le même parcours utilisé lors des épreuves féminines et dans les catégories de jeunes de ces mondiaux. Il s'agit d'une boucle de 23,8 kilomètres à travers le district d'Innsbruck, dont une montée de 7,9 kilomètres avec une pente maximale de 10 %, entre Aldrans et la station de ski de Patscherkofel située à 2 246 mètres d'altitude. Ensuite, la descente emmène les coureurs aux petits villages de Igls et Vill, passant par le célèbre tremplin de saut de ski de Bergisel jusqu'au stade de football, le Tivoli Neu au cœur d'Innsbruck.
Le deuxième circuit, le plus difficile est tracé sur 31 kilomètres, avec une ascension très dure et spectaculaire vers Höttinger Höll à travers le village de Hungerburg. La montée est longue de 2,8 km, avec une pente moyenne de 11,5 %, une pente maximale de 28 %. Un kilomètre de la montée est à près de 16 %, dont un passage d'environ 400 mètres à 20 %. Le tronçon situé après 200 kilomètres de course et plus de 4 670 mètres de dénivelé accumulé est attendu comme le moment décisif de la course. Le sommet est situé à moins de 9 kilomètres de l'arrivée. La descente en bas de la colline est très rapide et très technique. L'arrivée est située en face du palais de Hofburg,.

## Qualification
Le nombre de participants par pays est déterminé par des critères établis par l'Union cycliste internationale (UCI), qui prend en compte le Classement mondial UCI par pays du 12 août 2018. La répartition est la suivante : 8 participants pour les 10 premières nations classées, 6 participants pour les nations classées de 11 à 20, 4 participants pour les nations classées de 21 à 30 et 1 participant pour les nations classées de 31 à 50. Cependant, certains pays ont reçu une invitation à participer à cette course. De même, le pays du champion du monde actuel, titré lors de l'édition précédente, le pays hôte de l'épreuve, et les champions actuels des différents championnats continentaux (Afrique et Asie) ont également le droit de participer et ne peuvent être substitués.
Les quotas de coureurs par équipe sont ainsi les suivants :
- 8 cyclistes : Australie, Belgique, Colombie, Danemark, Espagne, France, Grande-Bretagne, Italie, Pays-Bas, Slovénie
- 6 cyclistes : Allemagne, Autriche, Irlande, Luxembourg, Norvège, Pologne, Tchéquie, Russie, Suisse, Slovaquie
- 4 cyclistes : Afrique du Sud, Biélorussie, Canada, Équateur, Estonie, États-Unis, Kazakhstan, Lettonie, Nouvelle-Zélande, Portugal
- 1 cycliste : Algérie, Argentine, Azerbaïdjan, Brésil, Corée du Sud, Costa Rica, Croatie, Émirats arabes unis, Érythrée, Grèce, Hong Kong, Iran, Japon, Lituanie, Maroc, Roumanie, Rwanda, Suède, Turquie, Ukraine, Venezuela

## Déroulement de la course
Une échappée de onze coureurs se forme en début de course, avec d'abord Rob Britton (Canada), Tobias Ludvigsson (Suède), Kasper Asgreen (Danemark), Ryan Mullen (Irlande), Daniil Fominykh (Kazakhstan) et Vegard Stake Laengen (Norvège) après dix kilomètres de course, rejoint dix kilomètres plus loin par Karel Hnik (Tchéquie), Jacques Janse Van Rensburg (Afrique du Sud), Conor Dunne (Irlande), Ilia Koshevoy (Biélorussie) et Laurent Didier (Luxembourg). Ils creusent une avance qui atteint 19 minutes à la première difficulté de la course, Gnadenwald.
Les équipes d'Autriche, de Grande-Bretagne, de Slovénie et de France se placent en tête du peloton et réduisent l'écart, tandis que le groupe d'échappés commence à perdre des coureurs. À l'arrière de la course, le Slovaque Peter Sagan, triple tenant du titre, est l'un des premiers grands noms à quitter ce championnat. À une soixantaine de kilomètres de l'arrivée, le groupe de tête ne comprend plus que quatre coureurs, Janse van Rensburg, Britton, Asgreen et Laengen, qui comptent cinq à six minutes d'avance. Dans le peloton qui commence à s'animer, le Slovène Primož Roglič est victime d'une chute et parvient à reprendre sa place dans l'avant-dernier tour.
Le Belge Greg Van Avermaet lance les hostilités entre favoris de la course à 54 km de l'arrivée. Suivi par l'Espagnol Omar Fraile et l'Italien Damiano Caruso, il prend une demi-minute d'avance sur le peloton. Ce dernier, mené notamment par les équipes allemande et néerlandaise, les rattrape dans l'avant-dernière ascension d'Igls. Plusieurs favoris de la course y sont distancés : Simon Yates, Daniel Martin, Wout Poels, Michał Kwiatkowski. L'équipe d'Italie contrôle alors le peloton qui revient progressivement sur les derniers échappés, Asgreen and Laengen, repris à 20 km de l'arrivée.
Le Britannique Peter Kennaugh attaque dans la dernière ascension d'Igls et est rejoint par le Danois Michael Valgren. Celui-ci part seul, creuse un écart de trente secondes et aborde en tête la dernière ascension du jour. Derrière lui, le peloton est réduit à un groupe de 25 coureurs.

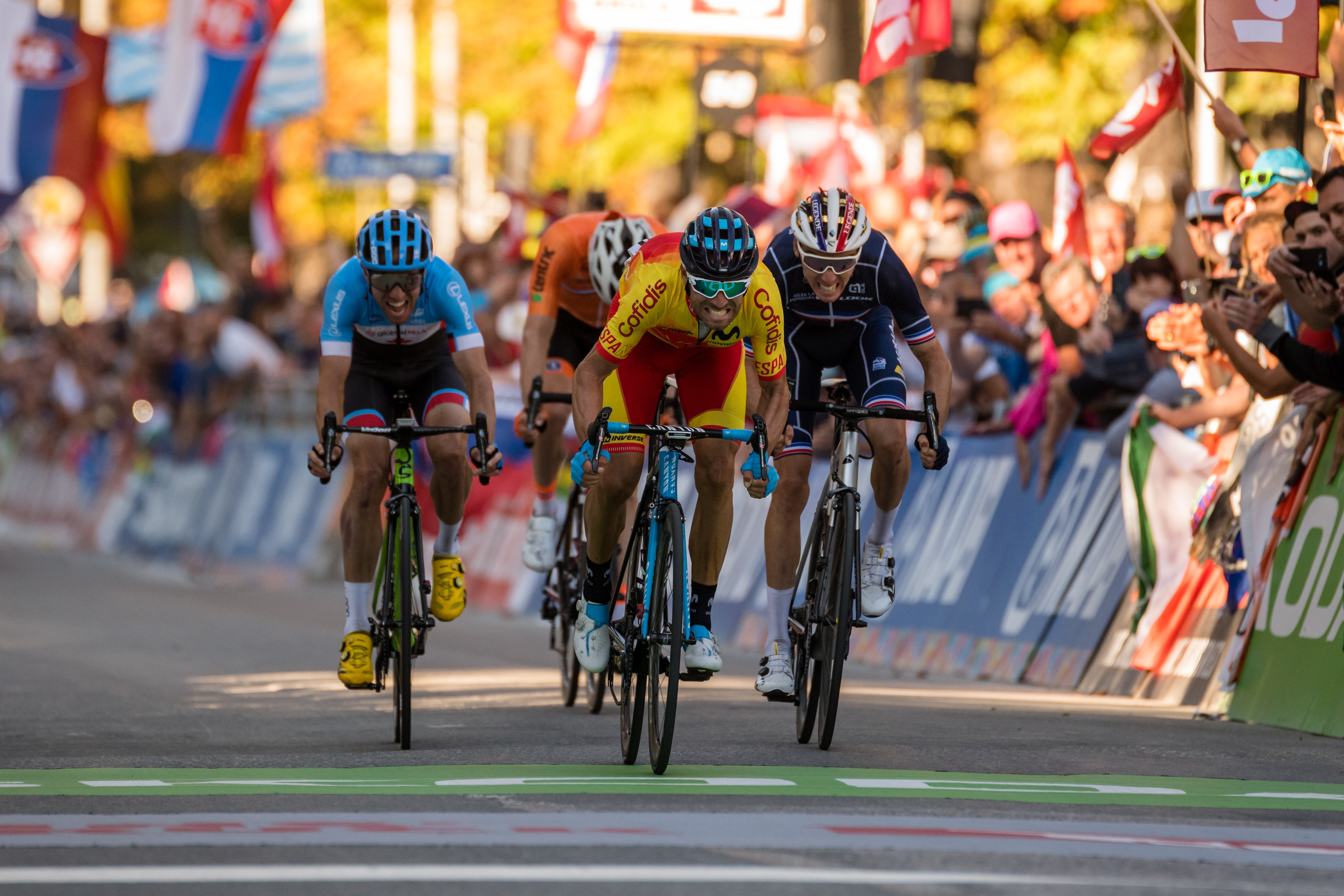
Alejandro Valverde devançant Romain Bardet (à droite) et Michael Woods (à gauche).

L'équipe de France prend la course en main au début de la côte de Höll. Thibaut Pinot accélère, avec dans sa roue Romain Bardet et Julian Alaphilippe. Seuls l'Espagnol Alejandro Valverde, le Canadien Michael Woods et l'Italien Gianni Moscon parviennent à les suivre. Lorsque Bardet le relaye, Alaphilippe n'est plus capable de l'accompagner, tandis que Valgren est rattrapé et dépassé. Valverde, Bardet et Woods arrivent ensemble en haut de la côte. Le Néerlandais Tom Dumoulin, lancé à leur poursuite dans la descente parvient à les rejoindre à deux kilomètres de l'arrivée. Il tente une attaque rapidement déjouée. Les quatre coureurs se disputent donc la victoire au sprint. Valverde, le plus à l'aise d'entre eux dans cet exercice, s'y impose devant Bardet, Woods et Dumoulin,.

## Bilan
Alejandro Valverde remporte le championnat du monde sur route après être monté six fois sur le podium, la première fois quinze ans auparavant. À 38 ans, il devient le deuxième champion du monde sur route le plus âgé, après Joop Zoetemelk, victorieux en 1985 à près de 39 ans.

## Classement
| Rang                      | Coureur                    | Pays             |    | Temps           |
| ------------------------- | -------------------------- | ---------------- | -- | --------------- |
| Médaille d'or, monde      | Alejandro Valverde         | Espagne          | en | 6 h 46 min 41 s |
| Médaille d'argent, monde  | Romain Bardet              | France           |    | m.t.            |
| Médaille de bronze, monde | Michael Woods              | Canada           |    | m.t.            |
| 4                         | Tom Dumoulin               | Pays-Bas         |    | m.t.            |
| 5                         | Gianni Moscon              | Italie           | +  | 13 s            |
| 6                         | Roman Kreuziger            | Tchéquie         |    | 43 s            |
| 7                         | Michael Valgren            | Danemark         |    | m.t.            |
| 8                         | Julian Alaphilippe         | France           |    | m.t.            |
| 9                         | Thibaut Pinot              | France           |    | m.t.            |
| 10                        | Rui Costa                  | Portugal         |    | m.t.            |
| 11                        | Ion Izagirre               | Espagne          |    | m.t.            |
| 12                        | Bauke Mollema              | Pays-Bas         |    | 49 s            |
| 13                        | Mikel Nieve                | Espagne          |    | 52 s            |
| 14                        | Sam Oomen                  | Pays-Bas         |    | 1 min 21 s      |
| 15                        | Nairo Quintana             | Colombie         |    | m.t.            |
| 16                        | Peter Kennaugh             | Grande-Bretagne  |    | m.t.            |
| 17                        | Jan Hirt                   | Tchéquie         |    | m.t.            |
| 18                        | George Bennett             | Nouvelle-Zélande |    | m.t.            |
| 19                        | Jack Haig                  | Australie        |    | m.t.            |
| 20                        | Jakob Fuglsang             | Danemark         |    | m.t.            |
| 21                        | Domenico Pozzovivo         | Italie           |    | m.t.            |
| 22                        | Andrey Zeits               | Kazakhstan       |    | m.t.            |
| 23                        | Ben Hermans                | Belgique         |    | 1 min 32 s      |
| 24                        | Simon Geschke              | Allemagne        |    | 1 min 54 s      |
| 25                        | Sergey Chernetski          | Russie           |    | 2 min 0 s       |
| 26                        | Mathias Frank              | Suisse           |    | 2 min 10 s      |
| 27                        | Steven Kruijswijk          | Pays-Bas         |    | m.t.            |
| 28                        | Antwan Tolhoek             | Pays-Bas         |    | m.t.            |
| 29                        | Dylan Teuns                | Belgique         |    | m.t.            |
| 30                        | Odd Christian Eiking       | Norvège          |    | 2 min 42 s      |
| 31                        | Rudy Molard                | France           |    | m.t.            |
| 32                        | Sébastien Reichenbach      | Suisse           |    | m.t.            |
| 33                        | Rigoberto Uran             | Colombie         |    | 2 min 57 s      |
| 34                        | Primož Roglič              | Slovénie         |    | 4 min 0 s       |
| 35                        | Rafał Majka                | Pologne          |    | m.t.            |
| 36                        | Alexey Lutsenko            | Kazakhstan       |    | m.t.            |
| 37                        | Adam Yates                 | Grande-Bretagne  |    | m.t.            |
| 38                        | Wilco Kelderman            | Pays-Bas         |    | m.t.            |
| 39                        | Nélson Oliveira            | Portugal         |    | 5 min 0 s       |
| 40                        | Alessandro De Marchi       | Italie           |    | 5 min 5 s       |
| 41                        | Merhawi Kudus              | Érythrée         |    | 5 min 44 s      |
| 42                        | Xandro Meurisse            | Belgique         |    | m.t.            |
| 43                        | Vegard Stake Laengen       | Norvège          |    | m.t.            |
| 44                        | David de la Cruz           | Espagne          |    | 5 min 56 s      |
| 45                        | Michael Gogl               | Autriche         |    | m.t.            |
| 46                        | Emanuel Buchmann           | Allemagne        |    | m.t.            |
| 47                        | Pavel Sivakov              | Russie           |    | 6 min 0 s       |
| 48                        | Sergio Henao               | Colombie         |    | 6 min 2 s       |
| 49                        | Vincenzo Nibali            | Italie           |    | m.t.            |
| 50                        | Greg Van Avermaet          | Belgique         |    | 8 min 8 s       |
| 51                        | Pavel Kochetkov            | Russie           |    | m.t.            |
| 52                        | Kasper Asgreen             | Danemark         |    | 10 min 22 s     |
| 53                        | Franco Pellizotti          | Italie           |    | 10 min 33 s     |
| 54                        | Carl Fredrik Hagen         | Norvège          |    | 12 min 24 s     |
| 55                        | Emil Vinjebo               | Danemark         |    | 12 min 57 s     |
| 56                        | Łukasz Owsian              | Pologne          |    | 13 min 5 s      |
| 57                        | Ilnur Zakarin              | Russie           |    | m.t.            |
| 58                        | Tony Gallopin              | France           |    | m.t.            |
| 59                        | Patrick Konrad             | Autriche         |    | m.t.            |
| 60                        | Steve Morabito             | Suisse           |    | m.t.            |
| 61                        | Jesus Herrada              | Espagne          |    | 13 min 9 s      |
| 62                        | Toms Skujins               | Lettonie         |    | 13 min 13 s     |
| 63                        | Brent Bookwalter           | États-Unis       |    | 14 min 23 s     |
| 64                        | Damiano Caruso             | Italie           |    | m.t.            |
| 65                        | Dario Cataldo              | Italie           |    | m.t.            |
| 66                        | Hugh Carthy                | Grande-Bretagne  |    | m.t.            |
| 67                        | Nicolas Roche              | Irlande          |    | m.t.            |
| 68                        | Tim Wellens                | Belgique         |    | m.t.            |
| 69                        | Pieter Weening             | Pays-Bas         |    | m.t.            |
| 70                        | Robert Power               | Australie        |    | m.t.            |
| 71                        | Richard Carapaz            | Équateur         |    | 14 min 48 s     |
| 72                        | Ben King                   | États-Unis       |    | 15 min 57 s     |
| 73                        | Eduardo Sepúlveda          | Argentine        |    | 16 min 51 s     |
| 74                        | Nico Denz                  | Allemagne        |    | 18 min 17 s     |
| 75                        | Gianluca Brambilla         | Italie           |    | 19 min 35 s     |
| 76                        | Rob Britton                | Canada           |    | 19 min 37 s     |
| Abandon                   | Enric Mas                  | Espagne          |    |                 |
| Abandon                   | Simon Clarke               | Australie        |    |                 |
| Abandon                   | Omar Fraile                | Espagne          |    |                 |
| Abandon                   | Jonathan Castroviejo       | Espagne          |    |                 |
| Abandon                   | Jacques Janse van Rensburg | Afrique du Sud   |    |                 |
| Abandon                   | Tanel Kangert              | Estonie          |    |                 |
| Abandon                   | Michał Kwiatkowski         | Pologne          |    |                 |
| Abandon                   | Wout Poels                 | Pays-Bas         |    |                 |
| Abandon                   | Jesper Hansen              | Danemark         |    |                 |
| Abandon                   | Markus Hoelgaard           | Norvège          |    |                 |
| Abandon                   | Peter Stetina              | États-Unis       |    |                 |
| Abandon                   | Kilian Frankiny            | Suisse           |    |                 |
| Abandon                   | Andrey Grivko              | Ukraine          |    |                 |
| Abandon                   | Ildar Arslanov             | Russie           |    |                 |
| Abandon                   | Marcus Burghardt           | Allemagne        |    |                 |
| Abandon                   | Daniel Martin              | Irlande          |    |                 |
| Abandon                   | Bob Jungels                | Luxembourg       |    |                 |
| Abandon                   | Ilia Koshevoy              | Biélorussie      |    |                 |
| Abandon                   | Tobias Ludvigsson          | Suède            |    |                 |
| Abandon                   | Karel Hník                 | Tchéquie         |    |                 |
| Abandon                   | Tao Geoghegan Hart         | Grande-Bretagne  |    |                 |
| Abandon                   | Damien Howson              | Australie        |    |                 |
| Abandon                   | Nick Schultz               | Australie        |    |                 |
| Abandon                   | Matej Mohorič              | Slovénie         |    |                 |
| Abandon                   | Simon Yates                | Grande-Bretagne  |    |                 |
| Abandon                   | Simon Špilak               | Slovénie         |    |                 |
| Abandon                   | Jan Polanc                 | Slovénie         |    |                 |
| Abandon                   | Zdeněk Štybar              | Tchéquie         |    |                 |
| Abandon                   | Felix Großschartner        | Autriche         |    |                 |
| Abandon                   | Sepp Kuss                  | États-Unis       |    |                 |
| Abandon                   | Patrick Schelling          | Suisse           |    |                 |
| Abandon                   | Maximilian Schachmann      | Allemagne        |    |                 |
| Abandon                   | Amanuel Gebrezgabihier     | Érythrée         |    |                 |
| Abandon                   | Aleksandr Riabushenko      | Biélorussie      |    |                 |
| Abandon                   | Daniil Fominykh            | Kazakhstan       |    |                 |
| Abandon                   | Michael Schär              | Suisse           |    |                 |
| Abandon                   | Miguel Ángel López         | Colombie         |    |                 |
| Abandon                   | Ruben Guerreiro            | Portugal         |    |                 |
| Abandon                   | Paul Martens               | Allemagne        |    |                 |
| Abandon                   | Michał Golas               | Pologne          |    |                 |
| Abandon                   | Chris Hamilton             | Australie        |    |                 |
| Abandon                   | Edvald Boasson Hagen       | Norvège          |    |                 |
| Abandon                   | Winner Anacona             | Colombie         |    |                 |
| Abandon                   | Conor Dunne                | Irlande          |    |                 |
| Abandon                   | Hideto Nakane              | Japon            |    |                 |
| Abandon                   | Ryan Mullen                | Irlande          |    |                 |
| Abandon                   | Laurens De Plus            | Belgique         |    |                 |
| Abandon                   | Jhonatan Narváez           | Équateur         |    |                 |
| Abandon                   | Tsgabu Grmay               | Éthiopie         |    |                 |
| Abandon                   | Gregor Mühlberger          | Autriche         |    |                 |
| Abandon                   | James Knox                 | Grande-Bretagne  |    |                 |
| Abandon                   | Connor Swift               | Grande-Bretagne  |    |                 |
| Abandon                   | Tiago Machado              | Portugal         |    |                 |
| Abandon                   | Antoine Duchesne           | Canada           |    |                 |
| Abandon                   | Josef Černý                | Tchéquie         |    |                 |
| Abandon                   | Anthony Roux               | France           |    |                 |
| Abandon                   | Alexandre Geniez           | France           |    |                 |
| Abandon                   | Ben Gastauer               | Luxembourg       |    |                 |
| Abandon                   | Rory Sutherland            | Australie        |    |                 |
| Abandon                   | Mads Würtz Schmidt         | Danemark         |    |                 |
| Abandon                   | Laurent Didier             | Luxembourg       |    |                 |
| Abandon                   | Grega Bole                 | Slovénie         |    |                 |
| Abandon                   | Jan Tratnik                | Slovénie         |    |                 |
| Abandon                   | Lukas Pöstlberger          | Autriche         |    |                 |
| Abandon                   | Georg Preidler             | Autriche         |    |                 |
| Abandon                   | Maciej Bodnar              | Pologne          |    |                 |
| Abandon                   | Maciej Paterski            | Pologne          |    |                 |
| Abandon                   | Patrick Bevin              | Nouvelle-Zélande |    |                 |
| Abandon                   | Peter Sagan                | Slovaquie        |    |                 |
| Abandon                   | Nikita Stalnov             | Kazakhstan       |    |                 |
| Abandon                   | Rohan Dennis               | Australie        |    |                 |
| Abandon                   | Serge Pauwels              | Belgique         |    |                 |
| Abandon                   | Dion Smith                 | Nouvelle-Zélande |    |                 |
| Abandon                   | Sebastián Henao            | Colombie         |    |                 |
| Abandon                   | Daniel Martínez            | Colombie         |    |                 |
| Abandon                   | Tiesj Benoot               | Belgique         |    |                 |
| Abandon                   | Josip Rumac                | Croatie          |    |                 |
| Abandon                   | Matti Breschel             | Danemark         |    |                 |
| Abandon                   | Nicholas Dlamini           | Afrique du Sud   |    |                 |
| Abandon                   | Dmitri Strakhov            | Russie           |    |                 |
| Abandon                   | Rodrigo Contreras          | Colombie         |    |                 |
| Abandon                   | Sven Erik Bystrøm          | Norvège          |    |                 |
| Abandon                   | Martin Haring              | Slovaquie        |    |                 |
| Abandon                   | Tom Wirtgen                | Luxembourg       |    |                 |
| Abandon                   | Juraj Sagan                | Slovaquie        |    |                 |
| Abandon                   | Patrik Tybor               | Slovaquie        |    |                 |
| Abandon                   | Michael Kukrle             | Tchéquie         |    |                 |
| Abandon                   | Marek Čanecký              | Slovaquie        |    |                 |
| Abandon                   | Krists Neilands            | Lettonie         |    |                 |
| Abandon                   | Ian Stannard               | Grande-Bretagne  |    |                 |
| Abandon                   | Jean-Pierre Drucker        | Luxembourg       |    |                 |
| Abandon                   | Román Villalobos           | Costa Rica       |    |                 |
| Abandon                   | Andriy Bratashchuk         | Ukraine          |    |                 |
| Abandon                   | Warren Barguil             | France           |    |                 |
| Abandon                   | Domen Novak                | Slovénie         |    |                 |
| Abandon                   | Hugo Houle                 | Canada           |    |                 |
| Abandon                   | Vasil Kiryienka            | Biélorussie      |    |                 |
| Abandon                   | Luka Pibernik              | Slovénie         |    |                 |
| Abandon                   | Rein Taaramäe              | Estonie          |    |                 |
| Abandon                   | Ignatas Konovalovas        | Lituanie         |    |                 |
| Abandon                   | Yauhen Sobal               | Biélorussie      |    |                 |
| Abandon                   | Niklas Eg                  | Danemark         |    |                 |
| Abandon                   | Erik Baška                 | Slovaquie        |    |                 |
| Abandon                   | Martin Mahďar              | Slovaquie        |    |                 |
| Abandon                   | Esmail Chaichi             | Iran             |    |                 |
| Abandon                   | Sam Bewley                 | Nouvelle-Zélande |    |                 |
| Abandon                   | Serghei Tvetcov            | Roumanie         |    |                 |
| Abandon                   | Alex Kirsch                | Luxembourg       |    |                 |
| Abandon                   | Stylianós Farantákis       | Grèce            |    |                 |
| Abandon                   | Norman Vahtra              | Estonie          |    |                 |
| Abandon                   | Chiu Ho San                | Hong Kong        |    |                 |
| Abandon                   | Nícolas Sessler            | Brésil           |    |                 |